# CR123 (Luxemburg)
De CR123 (Chemin Repris 123), tot 1995 deels N9 (Luxemburgs: Nationalstrooss 9), is een verkeersroute in Luxemburg tussen Bereldange (N7) en Schieren (N7). De route heeft een lengte van ongeveer 22 kilometer. Doordat de route in Mersch onderbroken is wordt dit onderbroken gedeelte er soms ook bij opgeteld (zoals bij de kilometerbordjes langs de weg). In dat geval heeft de route een lengte van 23,8 kilometer.

## Routeverloop
De CR123 bestaat uit twee delen, een deel wat ten westen van de N7, rivier Alzette en de spoorlijn Luxemburg - Troisvierges ligt. En een deel wat ten oosten hiervan ligt. De twee gedeeltes zijn bij Mersch onderbroken, doordat het tweede gedeelte (Berchbach - Schieren) in 1995 erbij gekomen is.

### Bereldange - Mersch
Het begin van de route begint in het kanton Luxemburg in de plaats Bereldange in aansluiting met de N7. Vanuit hier gaat de route ten westen van de N7, Alzette en de spoorlijn Luxemburg - Troivierges naar het noorden toe naar Steinsel, Müllendorf en Hünsdorf. Dit gedeelte van de route gaat volledig door bebouwd gebied heen. 300 meter na de aansluiting met de CR122 in Hünsdorf tot aan Prettingen is de weg ingericht als eenrichtingsverkeersweg in zuidelijke richting (uitgezonderd fietsers). Verkeer richting het noorden moet gebruik maken van de CR122 en N7. Dit gedeelte eenrichtingsverkeersweg ligt volledig in open gebied. Na Prettingen komt de CR123 uit in Gosseldange. In Gosseldange maakt de CR101 voor ongeveer een kilometer deel uit van de CR123-route, hierna gaat de CR123 zelfstandig door open gebied verder naar het noorden naar Mersch waar het aansluit op de CR102. In Mersch is de CR123 onderbroken. Dit omdat in 1995 de N9 hernummerd is naar de CR123, terwijl deze twee routes fysiek niet aan elkaar lagen. Verkeer wat de CR123 wil vervolgen maakt gebruik van de CR102 en de N7 om aan de westkant van de Alzette en de spoorlijn uit te komen.
Dit westelijke gedeelte van de route heeft een lengte van ongeveer 11,5 kilometer.

### Berschbach (Mersch) - Schieren
Het tweede gedeelte van de CR123 ligt ten oosten van de Alzette en de spoorlijn Luxemburg - Troivierges. Dit gedeelte van bijna 11 kilometer had tot 1995 het wegnummer N9 In 1995 werd dit wegnummer omgenummerd naar de CR123, waardoor de CR123 uit twee gescheiden delen bestaat. Het wegnummer N9 werd volledig opgeheven en in sindsdien niet meer in gebruik.
De route gaat vanuit Berschbach in aansluiting met de N7 en CR118 naar het noorden toe door de plaatsen Beringen, Moesdorf en Cruchten om ten zuiden van Schieren weer aan te sluiten op de N7. De route gaat hierbij afwisselend door bebouwd gebied, open velden en langs bosranden.

## Plaatsen langs de CR123
- Bereldange
- Steinsel
- Müllendorf
- Hünsdorf
- Prettingen
- Gosseldange
- Mersch
- Berschbach
- Beringen
- Moesdorf
- Cruchten

## CR123a
De CR123a is een aftakkingsweg van de CR123 in Prettingen. De route heeft een lengte van ongeveer 130 meter.

## CR123b
De CR123b is een aftakkingsweg van de CR123 bij Schwanenthal. De route heeft een lengte van ongeveer 500 meter.
CR101 ·
CR102 ·
CR103 ·
CR104 ·
CR105 ·
CR106 ·
CR107 ·
CR108 ·
CR109 ·
CR110 ·
CR111 ·
CR112 ·
CR113 ·
CR114 ·
CR115 ·
CR116 ·
CR117 ·
CR118 ·
CR119 ·
CR120 ·
CR121 ·
CR122 ·
CR123 ·
CR124 ·
CR125 ·
CR126 ·
CR127 ·
CR128 ·
CR129 ·
CR130 ·
CR131 ·
CR132 ·
CR133 ·
CR134 ·
CR135 ·
CR136 ·
CR137 ·
CR138 ·
CR139 ·
CR140 ·
CR141 ·
CR142 ·
CR143 ·
CR144 ·
CR145 ·
CR146 ·
CR147 ·
CR148 ·
CR149 ·
CR150 ·
CR151 ·
CR152 ·
CR153 ·
CR154 ·
CR155 ·
CR156 ·
CR157 ·
CR158 ·
CR159 ·
CR160 ·
CR161 ·
CR162 ·
CR163 ·
CR164 ·
CR165 ·
CR166 ·
CR167 ·
CR168 ·
CR169 ·
CR170 ·
CR171 ·
CR172 ·
CR173 ·
CR174 ·
CR175 ·
CR176 ·
CR177 ·
CR178 ·
CR179 ·
CR180 ·
CR181 ·
CR182 ·
CR183 ·
CR184 ·
CR185 ·
CR186 ·
CR187 ·
CR188 ·
CR189 ·
CR190
CR200 ·
CR201 ·
CR202 ·
CR203 ·
CR204 ·
CR205 ·
CR206 ·
CR207 ·
CR208 ·
CR210 ·
CR211 ·
CR212 ·
CR213 ·
CR215 ·
CR216 ·
CR217 ·
CR218 ·
CR219 ·
CR220 ·
CR221 ·
CR222 ·
CR223 ·
CR224 ·
CR225 ·
CR226 ·
CR227 ·
CR228 ·
CR229 ·
CR230 ·
CR231 ·
CR232 ·
CR233 ·
CR234
CR301 ·
CR302 ·
CR303 ·
CR304 ·
CR305 ·
CR306 ·
CR307 ·
CR308 ·
CR309 ·
CR310 ·
CR311 ·
CR312 ·
CR313 ·
CR314 ·
CR315 ·
CR316 ·
CR317 ·
CR318 ·
CR319 ·
CR320 ·
CR321 ·
CR322 ·
CR323 ·
CR324 ·
CR325 ·
CR326 ·
CR327 ·
CR328 ·
CR329 ·
CR330 ·
CR331 ·
CR332 ·
CR333 ·
CR334 ·
CR335 ·
CR336 ·
CR337 ·
CR338 ·
CR339 ·
CR340 ·
CR341 ·
CR342 ·
CR343 ·
CR344 ·
CR345 ·
CR346 ·
CR347 ·
CR348 ·
CR349 ·
CR350 ·
CR351 ·
CR352 ·
CR353 ·
CR354 ·
CR355 ·
CR356 ·
CR357 ·
CR358 ·
CR359 ·
CR360 ·
CR361 ·
CR362 ·
CR364 ·
CR365 ·
CR366 ·
CR367 ·
CR368 ·
CR369 ·
CR370 ·
CR371 ·
CR372 ·
CR373 ·
CR374 ·
CR375 ·
CR376 ·
CR377 ·
CR378 ·
CR379
Routes die cursief vermeld staan, zijn voormalige routes.